# Areometria

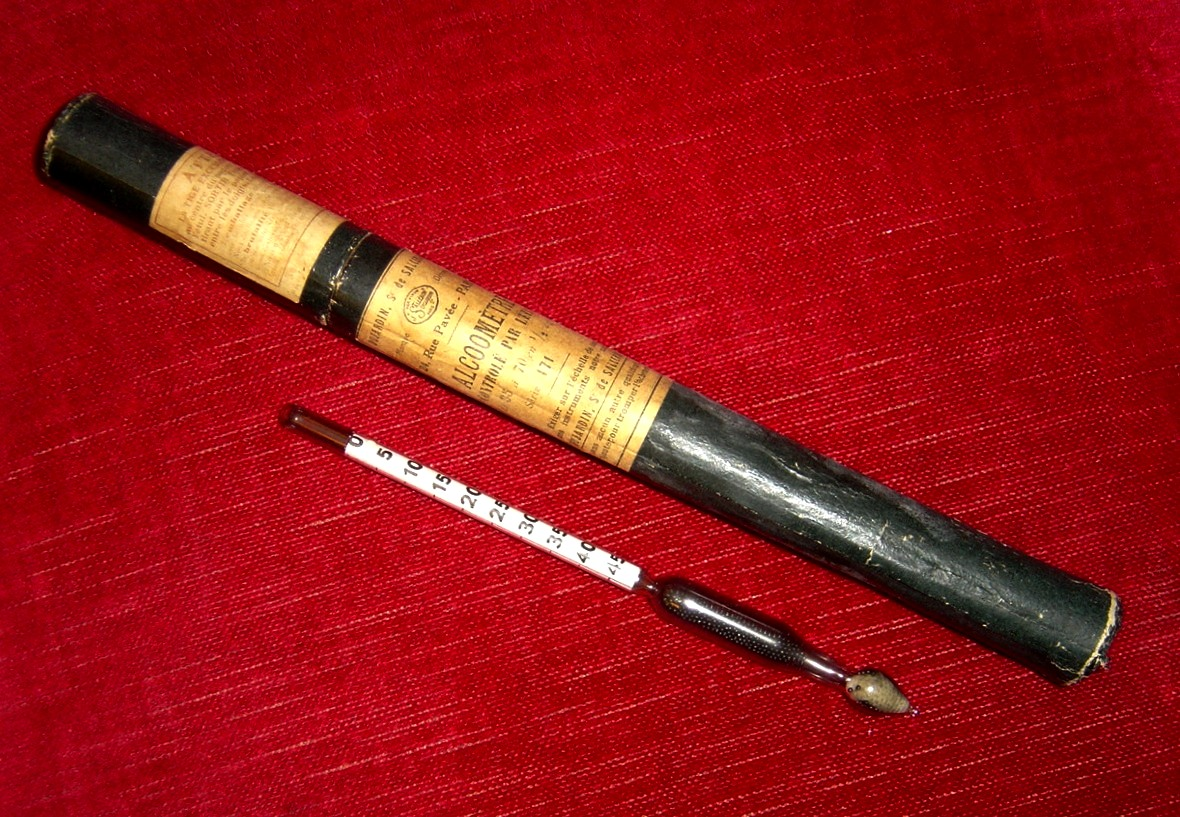
Alcoholímetre antic. Areòmetre per determinar el grau alcohòlic a partir de la densitat de les dissolucions d'etanol en aigua.

L'areometria és una tècnica de la metrologia utilitzada per a la determinació de densitats de líquids, basant-se en el principi d'Arquimedes, obtingudes en funció de la flotabilitat que presenta un cos de pes constant situat en ells. Els aparells que s'empren s'anomenen areòmetres. Areometria és un mot compost per areo-, forma prefixada del mot grec araiós, "lleuger" i de la forma sufixada del grec -metria, derivada del mot grec métron, "mesura".